# Province de Kazusa
Kazusa (上総国, Kazusa no kuni) est une ancienne province du Japon située sur la péninsule de Boso (Honshū). Elle correspond aujourd'hui à la partie centrale de la préfecture de Chiba.
Kazusa était située entre les provinces de Shimōsa au nord et Awa au sud.
Kazusa est située au sud de Shimōsa alors que son nom contient le kanji « haut » et Shimōsa « bas ». Ceci est lié à la distance de ces endroits par rapport à la capitale : autrefois, les gens traversaient par la mer vers la province de Sagami pour se rendre à la capitale, Kazusa était ainsi plus proche de la capitale que Shimōsa. Le second caractère du nom de ces deux provinces provient d'un terme ancien désignant le chanvre qui était cultivé dans la région.